# كين هولواي
كين هولواي (بالإنجليزية: Ken Holloway)‏ هو لاعب كرة قاعدة أمريكي، ولد في 8 أغسطس 1897 في مقاطعة توماس في الولايات المتحدة، وتوفي في 25 سبتمبر 1968 في توماسفيل في الولايات المتحدة.